# 오이쇼

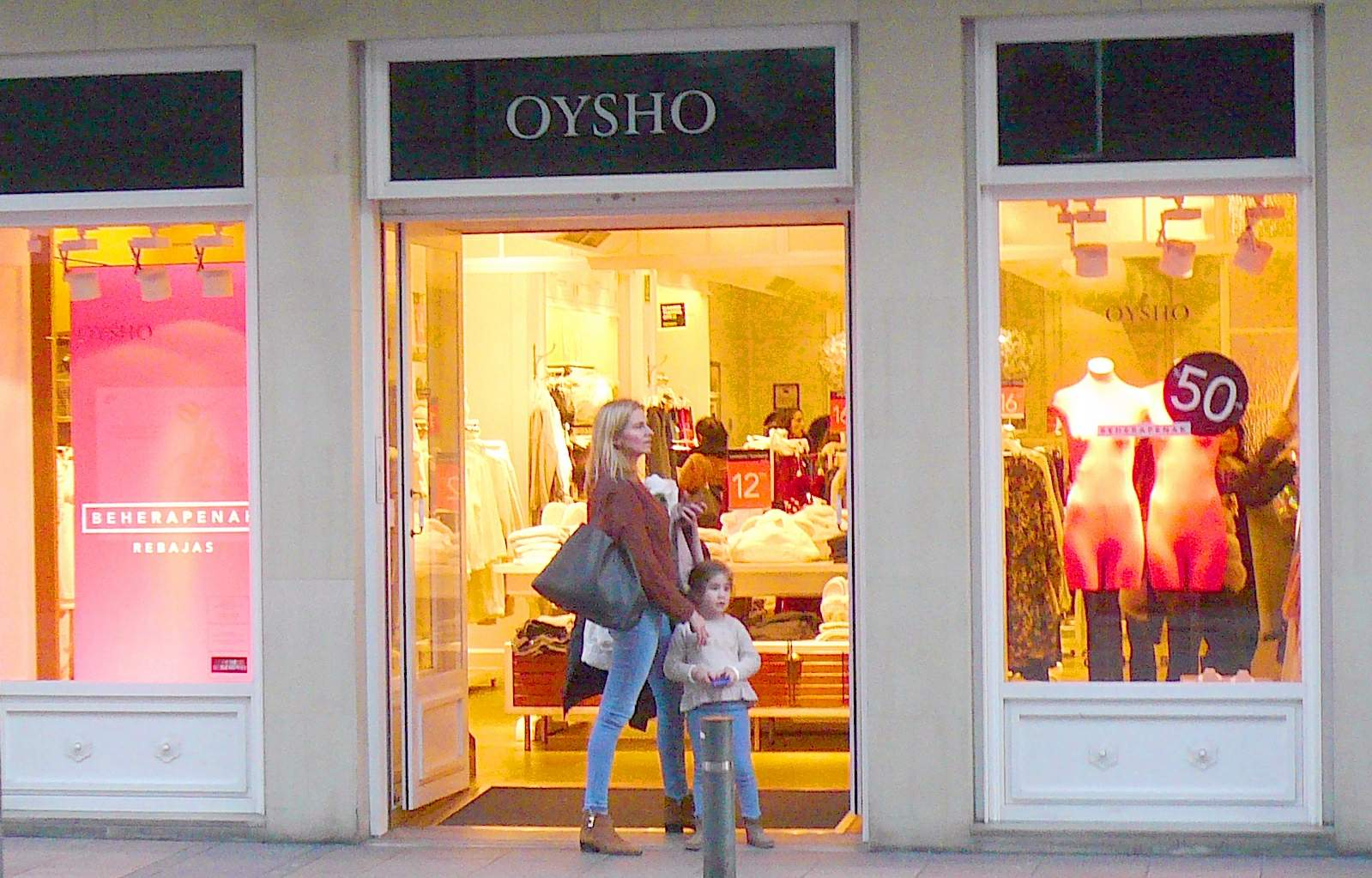

오이쇼는 인디텍스에서 전개하는 홈웨어와 속옷 브랜드이다. 여성을 대상으로 한다. 대한민국에서는 2015년에 첫 매장을 열었다.